# Artёm Archipov
Artёm Sergeevič Archipov (in russo Артём Сергеевич Архипов?; Tambov, 15 dicembre 1996) è un calciatore russo, attaccante del Dnjapro Mahilëŭ.

## Biografia
È il fratello gemello di Sergej Archipov, anch'egli calciatore professionista.

## Carriera
Ha esordito nella terza divisione russa con il Tambov il 17 aprile 2015 contro il Fakel Voronež.
Il 26 febbraio 2021 esordisce nella massima serie russa con il Tambov contro il Rotor, siglando la rete del momentaneo 1-0, dove la sua squadra verrà sconfitta in rimonta per 1-3.
Il 23 giugno 2021 viene ceduto in prestito all'Achmat Groznyj per la stagione 2021-2022.

## Statistiche

### Presenze e reti nei club
Statistiche aggiornate al 5 luglio 2021.
| Stagione         | Squadra            | Campionato       | Campionato | Campionato | Coppe nazionali | Coppe nazionali | Coppe nazionali | Coppe continentali | Coppe continentali | Coppe continentali | Altre coppe | Altre coppe | Altre coppe | Totale | Totale |
| Stagione         | Squadra            | Comp             | Pres       | Reti       | Comp            | Pres            | Reti            | Comp               | Pres               | Reti               | Comp        | Pres        | Reti        | Pres   | Reti   |
| ---------------- | ------------------ | ---------------- | ---------- | ---------- | --------------- | --------------- | --------------- | ------------------ | ------------------ | ------------------ | ----------- | ----------- | ----------- | ------ | ------ |
| apr.-mag. 2015   | Tambov             | 2D               | 4          | 0          |                 | -               | -               |                    | -                  | -                  |             | -           | -           | 4      | 0      |
| 2015-2016        | Tambov             | 2D               | 16         | 1          |                 | -               | -               |                    | -                  | -                  |             | -           | -           | 16     | 1      |
| 2016-2017        | Tambov             | 1D               | 0          | 0          |                 | -               | -               |                    | -                  | -                  |             | -           | -           | 0      | 0      |
| Totale Tambov    | Totale Tambov      | Totale Tambov    | 20         | 1          |                 | -               | -               |                    | -                  | -                  |             | -           | -           | 20     | 1      |
| 2017-2018        | Saturn             | 2D               | 22         | 4          | CR              | 2               | 0               |                    | -                  | -                  |             | -           | -           | 24     | 4      |
| 2018-2019        | Zorkij Krasnogorsk | 2D               | 19         | 6          | CR              | 2               | 0               |                    | -                  | -                  |             | -           | -           | 21     | 6      |
| 2019             | Haradzeja          | VL               | 13         | 8          |                 | -               | -               |                    | -                  | -                  |             | -           | -           | 13     | 8      |
| 2020             | Haradzeja          | VL               | 2          | 0          |                 | -               | -               |                    | -                  | -                  |             | -           | -           | 2      | 0      |
| Totale Haradzeja | Totale Haradzeja   | Totale Haradzeja | 15         | 8          |                 | -               | -               |                    | -                  | -                  |             | -           | -           | 15     | 8      |
| 2020             | Šachcër Salihorsk  | VL               | 14         | 7          | CB              | 2               | 1               | UEL                | 1                  | 0                  |             | -           | -           | 17     | 8      |
| feb.-giu. 2021   | Tambov             | PL               | 11         | 3          |                 | -               | -               |                    | -                  | -                  |             | -           | -           | 11     | 3      |
| Totale carriera  | Totale carriera    | Totale carriera  | 101        | 29         |                 | 6               | 1               |                    | 1                  | 0                  |             | -           | -           | 108    | 30     |

## Palmarès

### Club

#### Competizioni nazionali
- Campionato bielorusso: 1

Šachcër Salihorsk: 2020